# Гавана (Техас)
Гавана (англ. Havana) — переписна місцевість (CDP) в США, в окрузі Ідальго штату Техас. Населення — 361 особа (2020).

## Географія
Гавана розташована за координатами 26°15′8″ пн. ш. 98°30′40″ зх. д. / 26.25222° пн. ш. 98.51111° зх. д. (26.252200, -98.510978).  За даними Бюро перепису населення США в 2010 році переписна місцевість мала площу 2,11 км², з яких 2,10 км² — суходіл та 0,01 км² — водойми.

## Демографія
Згідно з переписом 2010 року, у переписній місцевості мешкало 407 осіб у 108 домогосподарствах у складі 98 родин. Густота населення становила 193 особи/км².  Було 121 помешкання (57/км²).
Расовий склад населення:
| - 92,4 % — білих - 0,2 % — корінних американців - 0,2 % — чорних або афроамериканців - 0,2 % — азіатів - 6,9 % — осіб інших рас |

До двох чи більше рас належало 0,0 %. Частка іспаномовних становила 99,3 % від усіх жителів.
За віковим діапазоном населення розподілялося таким чином: 33,7 % — особи молодші 18 років, 52,5 % — особи у віці 18—64 років, 13,8 % — особи у віці 65 років та старші. Медіана віку мешканця становила 30,6 року. На 100 осіб жіночої статі у переписній місцевості припадало 95,7 чоловіків;  на 100 жінок у віці від 18 років та старших — 100,0 чоловіків також старших 18 років.
Середній дохід на одне домашнє господарство  становив 34 054 долари США (медіана — 36 643), а середній дохід на одну сім'ю — 33 031 долар (медіана — 36 643). За межею бідності перебувало 35,3 % осіб, у тому числі 47,8 % дітей у віці до 18 років та 0,0 % осіб у віці 65 років та старших.
Цивільне працевлаштоване населення становило 187 осіб. Основні галузі зайнятості: освіта, охорона здоров'я та соціальна допомога — 24,6 %, роздрібна торгівля — 23,5 %, фінанси, страхування та нерухомість — 16,6 %, сільське господарство, лісництво, риболовля — 12,8 %.